# Good Morning Heartache
«Good Morning Heartache» (с англ. — «Доброе утро, душевная боль») — песня, написанная Ирене Хиггинботэм, Эрвином Дрейком и Дэном Фишером. В 1946 году песня вошла в репертуар американской певицы Билли Холидей.

## Версия Дайаны Росс
Специально для байопика о жизни Холидей под названием «Леди поёт блюз» песню перезаписала Дайана Росс, которая и играла главную роль в фильме. Песня вошла в сборник саундтреков к картине, а также стала первым и единственным синглом в его поддержку. Песня попала в топ-40 чарта Billboard Hot 100, в топ-20 чарта Best Selling Soul Singles, а также вошла в десятку лучших в чарте Easy Listening.

### Чарты
| Чарт (1972-73)                        | Пиковая позиция |
| ------------------------------------- | --------------- |
| Канада (RPM Top Singles)              | 44              |
| США (Billboard Hot 100)               | 34              |
| США (Billboard Hot R&B/Hip-Hop Songs) | 20              |
| США (Billboard Adult Contemporary)    | 8               |
| США (Cash Box Top 100)                | 30              |

## Другие кавер-версии
- В 1955 году Кармен Макрей записала свою версию для альбома Torchy!.
- В 1960 году Дина Вашингтон записала свою версию для альбома I Concentrate on You.
- В 1961 году Элла Фицджеральд записала свою версию для альбома Clap Hands, Here Comes Charlie!.
- В 1976 году Джо Хендерсон записал инструментальную версию для альбома Black Narcissus.
- В 1976 году Натали Коул записала свою версию для альбома Natalie.
- В 1987 году Джордж Коулмэн записал инструментальную версию для концертного альбома At Yoshi’s.
- В 1989 году Хьюстон Персон и Рон Картер записали инструментальную версию для альбома Something in Common.
- В 1995 году Маккой Тайнер записал инструментальную версию для альбома Infinity.
- В 1996 году Джонни Адамс записал свою версию для одноимённого альбома.
- В 1997 году Пол Моушн записал инструментальную версию для альбома Sound of Love.
- В 1999 году Этта Джеймс записала свою версию для альбома Heart of a Woman.